# 塞纳河畔韦尔讷伊
塞纳河畔韦尔讷伊（法語：Verneuil-sur-Seine，法語發音：[vɛʁnœj syʁ sɛn] ⓘ）是法国伊夫林省的市鎮，屬於圣日耳曼昂莱区。

## 地理
塞纳河畔韦尔讷伊（48°58'47"N, 1°58'26"E）面积9.43 平方千米，位于法国法蘭西島大區伊夫林省，该省份为法国北部内陆省份，北起瓦兹河谷省，西接厄尔省，西南接厄尔-卢瓦省，东南接埃松省，东临上塞纳省。
与塞纳河畔韦尔讷伊接壤的市镇（或旧市镇、城区）包括：沙佩、萊米羅、塞纳河畔特列勒、塞纳河畔沃、维尔努耶。
塞纳河畔韦尔讷伊的时区为UTC+01:00、UTC+02:00（夏令时）。

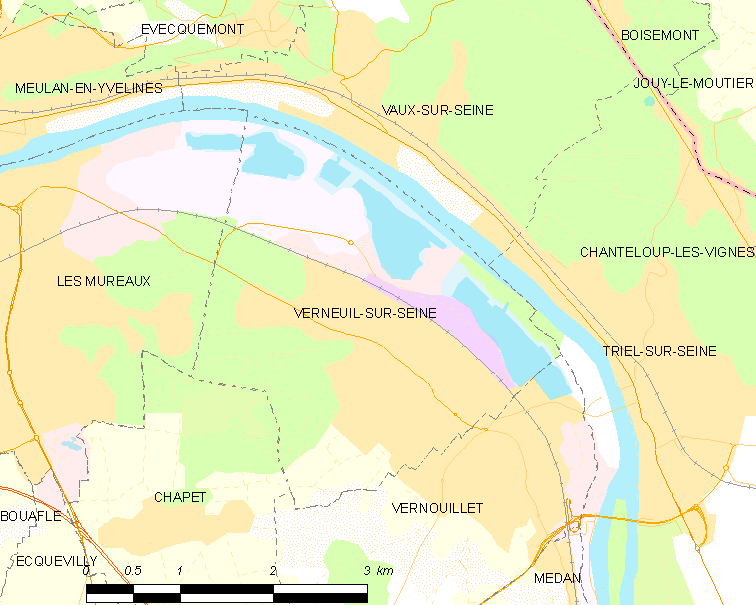
塞纳河畔韦尔讷伊的OSM定位图

## 行政
塞纳河畔韦尔讷伊的邮政编码为78480，INSEE市镇编码为78642。

## 政治
塞纳河畔韦尔讷伊所属的省级选区为塞纳河畔维尔讷伊县。

## 人口

1962-2008年间塞纳河畔韦尔讷伊人口变化图示

塞纳河畔韦尔讷伊于2022年1月1日时的人口数量为16112人。